# Microphidias
Microphidias é um gênero de traça pertencente à família Agonoxenidae.